# Монастир святого Стефана на Хірсі
Монастир святого Стефана на Хірсі (груз. ხირსის სტეფანწმინდის მონასტერი коротко Монастир Хірса) — монастир Грузинської православної церкви, розташований у східній Грузії, в краю Кахетія.
Заснування монастиря історична традиція приписує преподобному Стефану, одному з «Тринадцяти сирійських отців», активних у VI столітті. Купольну церкву неодноразово реконструювали між 886 і 1822 роками. Монастир внесений у список нерухомих пам'яток культури національного значення Грузії.

## Історія

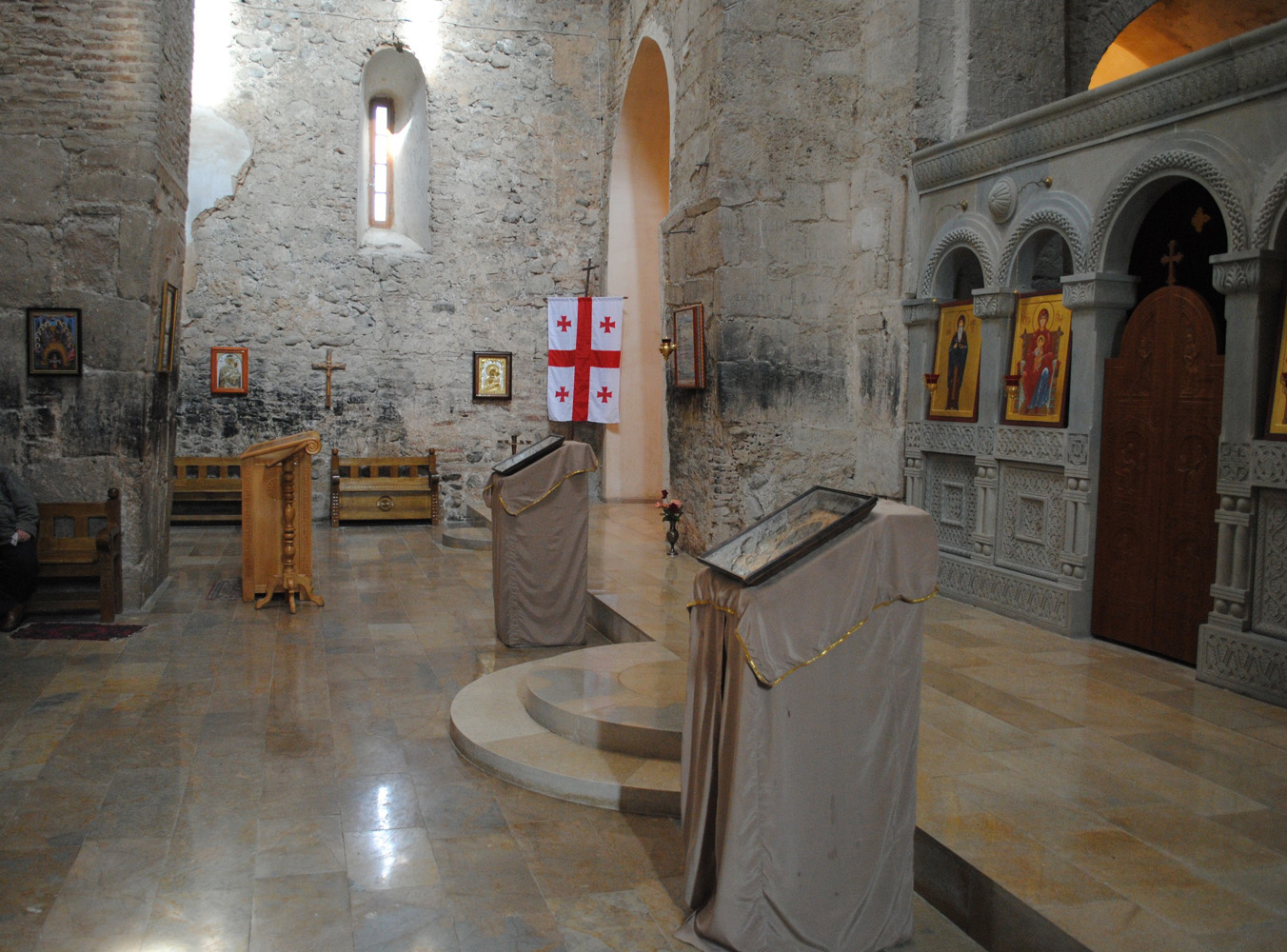
Інтер'єр зі сучасним іконостасом.

Монастир, присвячений святому Стефану Первомученику, розташований на березі річки Хірса в селі Тібаані (Сігнахський муніципалітет), у найбільш східному краю Грузії, Кахетії. Заснування монастиря пов'язують з монахом VI століття Стефаном, одним з ассирійських місіонерів; це оспівано в гімнах клірика XIII століття Арсена Булмаісімісдзе. За переказами Стефан був похований у монастирі. Початкова базиліка перетворена в купольну церкву у X столітті, а потім реконструйована в XI і XVI століттях. У 1822 році церква зазнала масштабної реконструкції. У 1990-ті роки, після розпаду СРСР, монастир вкотре перебудований і повернений Грузинській православній церкві.

## Архітектура
Збережена церква, що має площу 41,3 на 23,4 м і висоту 15,4 м, побудована з кругляка і пісковика із додаванням вапняку. Її внутрішній простір розділений чотирма колонами і обмежений підковоподібною апсидою. Церква увінчана високим конічним куполом, створеним з цегли і прорізаним 12-ма вікнами. На повторно використаному камені, розміщеному в перевернутому вигляді в арці під куполом, є напис грузинською мовою, шрифтом «асомтаврулі», що містить 886 рік як дату заснування монастиря і нерозбірливе сьогодні ім'я якогось еріставі. До церкви є два входи: із західного і південного боку. Останній веде до каплиці (евктеріону) святого Миколая, яка примикає до південно-західного краю головної церкви. Є ще два евктеріони: праворуч від головного святилища, на південному кінці церкви, знаходиться склепінчаста каплиця Успіння Божої Матері, а зліва від святилища, на півночі, — каплиця, де розташована гробниця святого Стефана Хірсанського.

### Фасади
Фасади не рясніють зовнішнім орнаментом. Єдиною їх прикрасою є архітрав над південним вікном, із трьома рельєфно вирізаними хрестами навколо нього. Напис на лівому плечі верхнього хреста, виконана шрифтом «асомтаврули», містить згадку про Гагіка, який правив Кахетією в 1039–1058. На правому плечі хреста згадується Георгій, ймовірно архієпископ. Напис на скульптурному хресті праворуч південного вікна присвячений царю Кахетії Левану, що правив у 1520–1574. Над західним входом церкви розташований ще один напис, виконаний змішаним шрифтом «асомтаврулі-мхедрулі» і датований 1822 роком. Він створений архімандритом Нікепором в пам'ять «імператора Олександра I та його армії».
На захід від церкви знаходиться висока оборонна стіна, приписувана Левану Кахетинському. Тут же стоїть триповерхова дзвіниця і двоповерховий будинок для ченців.